# Langelandia nitidicollis
Langelandia nitidicollis is een keversoort uit de familie somberkevers (Zopheridae). De wetenschappelijke naam van de soort werd in 1910 gepubliceerd door Edmund Reitter.